# Val Paghera (Vezza d'Oglio)
La Val Paghera  è una valle alpina del parco dell'Adamello, tributaria laterale meridionale della Val Camonica, compresa nei comuni di Vezza d'Oglio ed Edolo.
È percorsa dal torrente Paghera che sfocia nell'Oglio all'altezza di Vezza d'Oglio.
Il suo imbocco è a circa 1100 metri di quota, in corrispondenza del paese di Vezza d'Oglio, mentre la sua testata è data dal Corno Baitone a 3330 m s.l.m. in comune di Edolo.
È una valle molto estesa percorsa integralmente dal torrente Aviolo, contiene al suo interno il Lago Aviolo. Per questa ragione la porzione di valle compresa tra il lago Aviolo e il Corno Baitone è spesso chiamata Val d'Aviolo.
È presente il rifugio La Cascata a 1450 m s.l.m. ed il Rifugio Sandro Occhi (ex Rifugio Aviolo) , presso l'omonimo lago, a 1930 m s.l.m.

## Galleria d'immagini

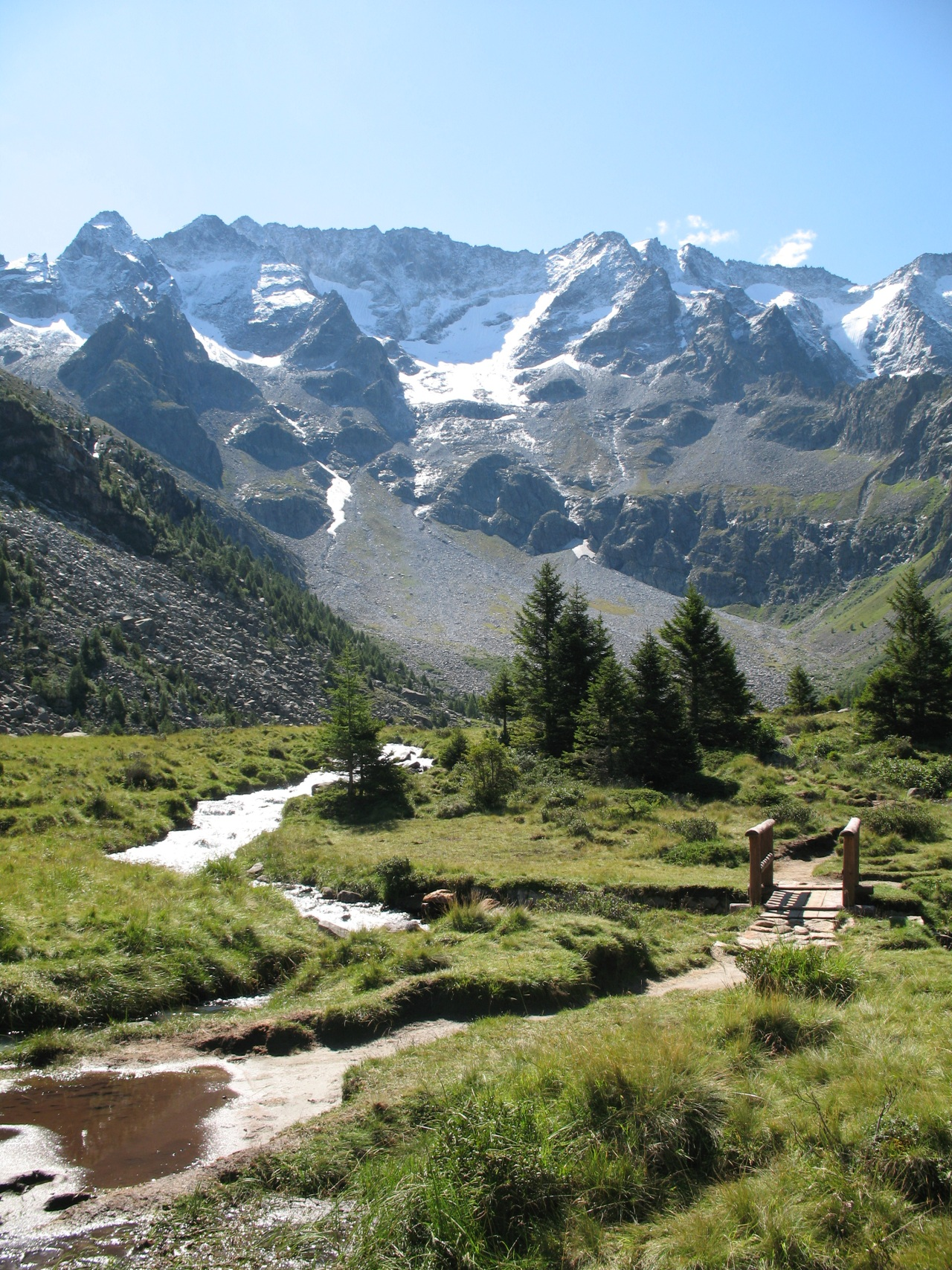
Veduta della Val Paghera e sullo sfondo il Gruppo del Baitone
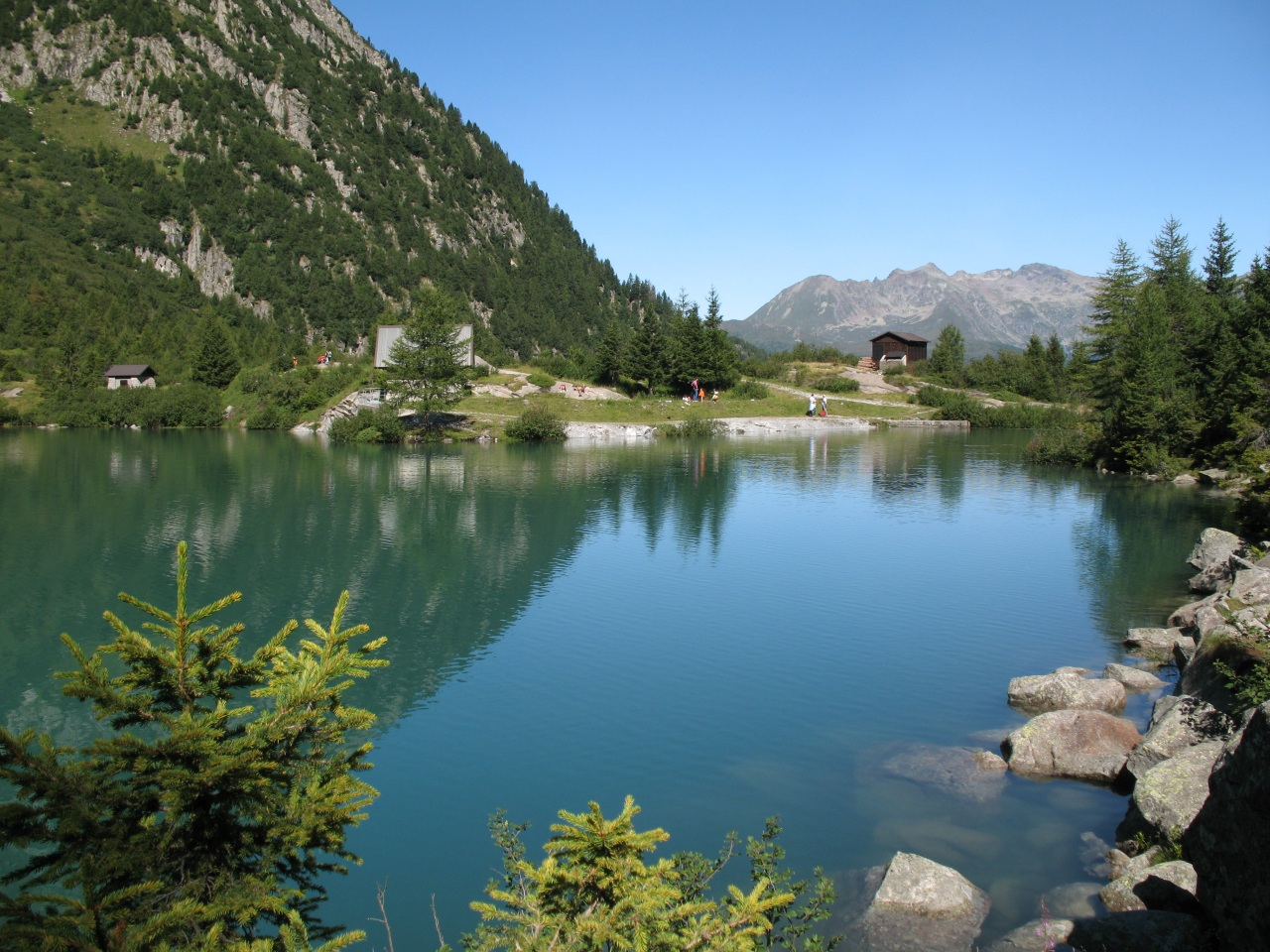
Veduta del Lago d'Aviolo